# Orumanayur
Orumanayur es una ciudad censal situada en el distrito de Thrissur en el estado de Kerala (India). Su población es de 14064 habitantes (2011). Se encuentra a 22 km de Thrissur y a 81 km de Cochín.

## Demografía
Según el censo de 2011 la población de Orumanayur era de 14064 habitantes, de los cuales 6243 eran hombres y 7821 eran mujeres. Orumanayur tiene una tasa media de alfabetización del 95,61%, superior a la media estatal del 94%: la alfabetización masculina es del 97,45%, y la alfabetización femenina del 94,19%.